# どうぶつの森シリーズ
どうぶつの森シリーズ（どうぶつのもりシリーズ、英: Animal Crossing series）は、任天堂が開発・発売しているコンピュータゲームのシリーズ。 略称は「どう森」「ぶつ森」など。

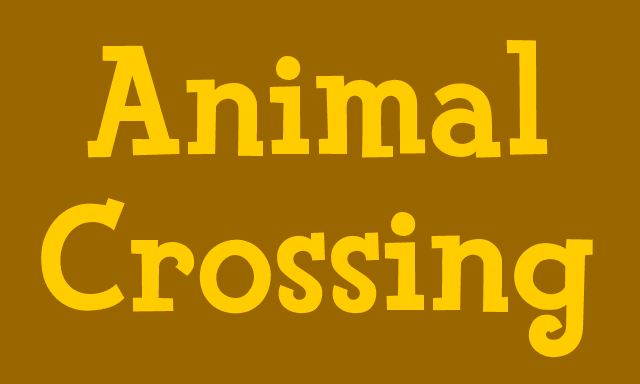
海外版のタイトルロゴ。

動物たちが暮らす村にプレイヤーキャラクターが移り住み、住人たちとのコミュニケーションなどを通してほのぼのとした生活を送ることができる。

## 歴史

### シリーズ誕生の経緯
| 2001 | どうぶつの森                                   |
| 2001 | どうぶつの森+                                  |
| 2002 |                                                |
| 2003 | どうぶつの森e+                                 |
| 2004 |                                                |
| 2005 | おいでよ どうぶつの森                          |
| 2006 |                                                |
| 2007 |                                                |
| 2008 | 街へいこうよ どうぶつの森                      |
| 2009 |                                                |
| 2010 |                                                |
| 2011 |                                                |
| 2012 | とびだせ どうぶつの森                          |
| 2013 | どうぶつの森 こもれび広場                      |
| 2014 |                                                |
| 2015 | どうぶつの森 ハッピーホームデザイナー          |
| 2015 | どうぶつの森 amiiboフェスティバル              |
| 2016 | とびだせ どうぶつの森 amiibo+                  |
| 2017 | どうぶつの森 ポケットキャンプ                  |
| 2018 |                                                |
| 2019 |                                                |
| 2020 | あつまれ どうぶつの森                          |
| 2021 | あつまれ どうぶつの森 ハッピーホームパラダイス |
| 2022 |                                                |
| 2023 |                                                |
| 2024 | どうぶつの森 ポケットキャンプ コンプリート     |

『どうぶつの森』は、もともとはコミュニケーションゲームではなく、RPGとして開発されていた。企画段階では、当時としては大容量であった64DDの磁気ディスクを用いて、広大なフィールドの中で複数のプレイヤー（プレイヤーキャラクター）が時間をずらして一つのゲームを遊ぶという仕組みが考えられていた。そこから、非力な主人公がさまざまな動物を引き連れ、個々の能力を借りながらダンジョンを攻略していく内容のものとして開発が進められた。しかしその後、64DDからロムカセットメディアのNINTENDO 64へ開発環境が変わったことで大容量を活用した遊びを実現できなくなったため、コンセプトの変更を余儀なくされる。検討の結果、舞台となるフィールドをそれまでより大幅に縮小した「村」に改め、冒険を主題とすることをやめる一方で、「動物たちが登場する世界の中で複数のプレイヤーが時間差でコミュニケーションを交わす」という開発当初からの要素を再構成することにより、システムが完成した。

### シリーズ展開
シリーズ第1作の『どうぶつの森』は日本のNINTENDO 64向けソフトとして2001年（平成13年）4月14日に発売された。まったくの新規タイトルであったが、発売後、若い女性や小さい子供をもつ母親たちを中心に人気が広まり、当時の女性週刊誌でも特集が組まれた。こうした人気を受けて、同年12月14日にニンテンドー ゲームキューブ用ソフト『どうぶつの森+』も発売されている。
2003年（平成15年）6月27日にはカードeリーダー+に対応した『どうぶつの森e+』が発売された。2005年（平成17年）11月23日にはニンテンドーDS用ソフト『おいでよ どうぶつの森』が発売され、国内で535万本、世界で1,175万本の売り上げを記録した。2008年（平成20年）11月20日にはWii用ソフト『街へいこうよ どうぶつの森』が発売された。
2012年（平成24年）11月8日、ニンテンドー3DS用ソフト『とびだせ どうぶつの森』が発売された。発売初週から前述の『おいでよ どうぶつの森』以上の売れ行きを見せたが、一方でとびだせ どうぶつの森では、データ転送量が多かったために、ゲームカードに用いていたSLC-NAND型フラッシュメモリの量産に時間を要したことから各地で品薄状態が続いた。なお、SLC-NAND型フラッシュメモリを採用しているゲームカードは、とびだせ どうぶつの森のみである。その後、生産体制が整い、出荷が再開されるとさらに売り上げを伸ばし、国内約452万本を記録した。なお、本作は、2016年（平成28年）11月2日配信の更新データによって内容が大幅に追加され、タイトルが『とびだせ どうぶつの森 amiibo+』に変更された。同年11月23日には同名のパッケージ版も発売されている。
2013年（平成25年）8月8日には2014年（平成26年）12月31日までの期間限定でWii U向けに『どうぶつの森 こもれび広場』が無料配信された。
2015年（平成27年）7月30日には、これまでのシリーズと異なる部屋作りに主眼を置いた『どうぶつの森 ハッピーホームデザイナー』がニンテンドー3DSで発売され、同年11月21日には、すごろくゲーム『どうぶつの森 amiiboフェスティバル』がWii Uで発売された。また、スマートフォン向けの作品として『どうぶつの森 ポケットキャンプ』が2017年（平成29年）11月21日より配信されている。
2020年（令和2年）3月20日には、Nintendo Switch用ソフト『あつまれ どうぶつの森』が発売。当時は新型コロナウイルスの感染拡大により各国で外出規制の措置が取られていたさなかで、人々が繋がりを求める需要と相まって世界的な大ヒットを記録した。2021年11月5日にはシリーズ初となる有料DLC「あつまれ どうぶつの森 ハッピーホームパラダイス」が発売された。
2021年（令和3年）5月6日、アメリカのストロング国立演劇博物館はマイクロソフトの『Microsoft Flight Simulator』などと共に世界ビデオゲームの殿堂入りしたことを発表した。同博物館は選出の理由について、「プレイヤーが好きなようにアクティビティを完了してオブジェクトを収集する自由を与え、毎日新しい驚きや発見の可能性を秘めている」とコメントしている。
このほか、後述のように多様なメディアミックスも行われている。さまざまな雑誌での漫画連載が行われ、2006年（平成18年）12月16日にはアニメ映画『劇場版 どうぶつの森』が公開された。

## シリーズ作品一覧

### 本編作品
| タイトル                      | ハード                      | 発売日                                                                                 | 国内累計販売本数                                                                       | 世界累計販売本数                                                                       |
| ----------------------------- | --------------------------- | -------------------------------------------------------------------------------------- | -------------------------------------------------------------------------------------- | -------------------------------------------------------------------------------------- |
| どうぶつの森                  | NINTENDO 64                 | 2001年4月14日                                                                          | 32万5,466本（2001年時点）                                                              |                                                                                        |
| どうぶつの森+                 | ニンテンドー ゲームキューブ | 2001年12月14日 2002年9月15日 2003年10月17日 2004年9月24日                              | 99万本                                                                                 | 271万本                                                                                |
| どうぶつの森e+                | ニンテンドー ゲームキューブ | 2003年6月27日                                                                          | 23万5,668本                                                                            |                                                                                        |
| おいでよ どうぶつの森         | ニンテンドーDS              | 2005年11月23日 2005年12月5日 2005年12月8日 2006年3月31日 2007年12月6日                 | 535万本（2022年12月末時点）                                                            | 1,175万本（2016年9月時点）                                                             |
| 街へいこうよ どうぶつの森     | Wii                         | 2008年11月16日 2008年11月17日 2008年11月20日 2008年12月5日 2008年12月4日 2010年1月28日 | 126万197本（2012年時点）                                                               | 432万本                                                                                |
| とびだせ どうぶつの森         | ニンテンドー3DS             | 2012年11月8日 2013年2月7日 2013年6月9日 2013年6月14日 2013年6月15日                    | 452万本（2014年時点） 595万本（『amiibo+』、『ハッピープライスセレクション』との合算） | 1,305万本（2023年9月末時点） （『amiibo+』、『ハッピープライスセレクション』との合算） |
| とびだせ どうぶつの森 amiibo+ | ニンテンドー3DS             | 2016年11月23日 2016年11月24日 2016年11月25日 2016年12月1日 2016年12月2日               | 51万705本（2020年6月12日時点）                                                         | 1,305万本（2023年9月末時点） （『amiibo+』、『ハッピープライスセレクション』との合算） |
| あつまれ どうぶつの森         | Nintendo Switch             | 2020年3月20日                                                                          | 1,191万本（2025年3月末時点）                                                           | 4,819万本（2025年6月末時点）                                                           |

### スピンオフ作品
| タイトル                                   | ハード                                     | 発売日                                       | 国内累計販売本数         | 世界累計販売本数          | 備考                                                                                             |
| ------------------------------------------ | ------------------------------------------ | -------------------------------------------- | ------------------------ | ------------------------- | ------------------------------------------------------------------------------------------------ |
| ニンテンドーDSi電卓 どうぶつの森タイプ     | ニンテンドーDSi （ニンテンドーDSiウェア）  | 2009年2月25日 2009年5月4日 2009年6月5日      |                          |                           |                                                                                                  |
| ニンテンドーDSi時計 どうぶつの森タイプ     | ニンテンドーDSi （ニンテンドーDSiウェア）  | 2009年4月1日 2009年5月4日 2009年6月5日       |                          |                           |                                                                                                  |
| どうぶつの森 こもれび広場                  | Wii U （配信限定・無料）                   | 2013年8月7日 2013年8月8日                    |                          |                           | 2014年12月22日に配信終了 2014年12月31日に配信終了                                                |
| いっしょにフォト どうぶつの森              | ニンテンドー3DS （ダウンロード専用・無料） | 2013年11月21日 2015年7月10日                 |                          |                           | 日本では対応ニンテンドープリペイドカードに印刷されているQRコードを読み取ることでダウンロード可能 |
| どうぶつの森 ハッピーホームデザイナー      | ニンテンドー3DS                            | 2015年7月30日 2015年9月25日 2015年10月2日    | 148万本（2016年3月時点） | 351万本（2020年12月時点） |                                                                                                  |
| どうぶつの森 amiiboフェスティバル          | Wii U                                      | 2015年11月13日 2015年11月20日 2015年11月21日 | 5万7,632本（2016年時点） |                           |                                                                                                  |
| どうぶつの森 ポケットキャンプ              | Android・iOS                               | 2017年10月25日 2017年11月21日                |                          |                           | 2024年11月29日にサービス終了                                                                     |
| どうぶつの森 ポケットキャンプ コンプリート | Android・iOS                               | 2024年12月2日                                |                          |                           | どうぶつの森 ポケットキャンプのサービス終了に伴う買い切りアプリ                                  |

## システム

ゲーム内において、アイテムを表すアイコン。

ここではシリーズを通してほぼ共通しているシステムについて記述する。作品ごとの詳細は前項のリンク先を参照。
なお、舞台が村ではない作品（あつまれどうぶつの森等）もあるが、ここでは「村」の表記で統一する。
基本システム
プレイヤーはどうぶつたちが暮らす村の住人となる。村の中ではどうぶつたちとのコミュニケーションをはじめ、プレイヤーが好きなように行動できる。一般のゲームのような明確なゴールは決まっていない。
時間の流れ
ゲーム内で流れる時間は、ゲームのロムカセットやゲーム機本体に内蔵された時計機能と連動している（リアルタイムクロック）。現実世界と同じように昼夜や季節が移り変わり、村の景観もそれに応じて変化する。また、後述のように季節ごとのさまざまな年中行事も行われる。
村の地形・住人
村の地形、村内の施設の位置、住人のどうぶつは、プレイヤーごとにすべて異なる。月日の経過により、住人のどうぶつが他の村に引っ越したり新たなどうぶつが引っ越してきたりすることがある。
プレイヤーの家
ゲーム開始直後にプレイヤーの家を建設するが、この際、多額の住宅ローンを組むことになる（返済期限は決まっていない）。家の中は、さまざまな家具を配置したり壁紙を変更したりと、自由に部屋作りを行うことが可能。また、不動産会社で増築を注文して部屋を大きくしたり部屋数を増やしたりすることもできる（ただし、その際には改めて住宅ローンが組まれる）。家のインテリアの出来を評価する「ハッピーホームアカデミー」という機関もある。
アイテム
膨大な種類のアイテムが登場する。プレイヤーが身に着ける服やプレイヤーの家の中に置く家具など、多くのものは店で販売されており、一部はカタログで注文できる。また、虫や魚を採集したり化石を発掘したりすることができ、それらを博物館に寄贈することで内部に展示される。
マイデザイン
オリジナルの図柄を作成し、村の旗やプレイヤーの服などに用いることができる機能。『街へいこうよ』からは服のパーツ別にデザインを編集できる「PROデザイン」の機能が追加されている。
施設
村の内外には、アイテムを販売する商店や村の住人などに手紙を送れる郵便局など、さまざまな施設がある。『おいでよ』までの作品ではすべて村の中に建てられていたが、『街へいこうよ』では村から離れた場所の「街」にも店があり、『とびだせ』では村の北側の「商店街」に多くの店が並んでいる。施設の中には、ゲームの進行状況に応じて規模が拡大したり新たに建設されたりするものもある。
おでかけ機能
他のプレイヤーの村を訪れたり、自分の村に他のプレイヤーを招いたりできる。『e+』までの作品ではゲーム機の記憶媒体（NINTENDO 64の「コントローラパック」やニンテンドー ゲームキューブの「メモリーカード」）を他のプレイヤーのゲーム機で用いることで、『おいでよ』以降の作品では近距離の無線通信やインターネットを介して行う。

## イベント一覧
イベント開催の有無は「○」「×」で示す。

### 年間を通して行われるイベント
| イベント         | 初代             | +                | e+               | おいでよ         | 街へいこうよ     | とびだせ         | あつまれ         |
| ---------------- | ---------------- | ---------------- | ---------------- | ---------------- | ---------------- | ---------------- | ---------------- |
| うたの日         | ×                | ×                | ×                | ○                | ×                | ×                | ×                |
| 運動会           | ○                | ○                | ○                | ×                | ×                | ×                | ×                |
| ガーデニング大会 | ×                | ×                | ×                | ○                | ×                | ×                | ×                |
| つり大会         | 全シリーズで開催 | 全シリーズで開催 | 全シリーズで開催 | 全シリーズで開催 | 全シリーズで開催 | 全シリーズで開催 | 全シリーズで開催 |
| フリーマーケット | ×                | ×                | ×                | ○                | ○                | ×                | ×                |
| ホメる日         | ×                | ×                | ×                | ○                | ×                | ×                | ×                |
| ムシとり大会     | ×                | ×                | ×                | ○                | ○                | ○                | ○                |

### 季節ごとに行われるイベント
| イベント                                | 初代             | +                | e+               | おいでよ         | 街へいこうよ     | とびだせ         | あつまれ         |
| 1月                                     | 1月              | 1月              | 1月              | 1月              | 1月              | 1月              | 1月              |
| --------------------------------------- | ---------------- | ---------------- | ---------------- | ---------------- | ---------------- | ---------------- | ---------------- |
| 初詣 ニューイヤーデイ 元旦              | 全シリーズで開催 | 全シリーズで開催 | 全シリーズで開催 | 全シリーズで開催 | 全シリーズで開催 | 全シリーズで開催 | 全シリーズで開催 |
| 大入り袋                                | ×                | ○                | ×                | ×                | ×                | ×                | ×                |
| 七草の日                                | ×                | ○                | ×                | ×                | ×                | ×                | ×                |
| 一人前の日                              | ×                | ○                | ×                | ×                | ×                | ×                | ×                |
| かまくら                                | ○                | ○                | ○                | ×                | ×                | ○                | ×                |
| 2月                                     |                  |                  |                  |                  |                  |                  |                  |
| グランドホッグデー グラウンドホッグデー | ×                | ×                | ○                | ×                | ×                | ×                | ×                |
| 豆まきの日 節分                         | ×                | ○                | ×                | ×                | ○                | ○                | ×                |
| ビッグゲーム                            | ×                | ×                | ×                | ×                | ×                | ×                | ×                |
| ソルラル                                | ×                | ×                | ×                | ×                | ×                | ×                | ×                |
| 春節                                    | ×                | ×                | ×                | ×                | ×                | ×                | ×                |
| バレンタインデー                        | ○                | ○                | ○                | ×                | ○                | ×                | ×                |
| ヴェニスのカーニバル                    | ×                | ×                | ×                | ×                | ×                | ×                | ×                |
| カーニバル                              | ×                | ×                | ×                | ×                | ○                | ○                | ○                |
| 3月                                     |                  |                  |                  |                  |                  |                  |                  |
| おとめの日 ひなまつり                   | ×                | ○                | ×                | ×                | ○                | ○                | ×                |
| ホワイトデー                            | ○                | ○                | ×                | ×                | ×                | ×                | ×                |
| πデー                                   | ×                | ×                | ×                | ×                | ×                | ×                | ×                |
| シャムロックデー                        | ×                | ×                | ×                | ×                | ×                | ×                | ×                |
| 4月                                     |                  |                  |                  |                  |                  |                  |                  |
| スプリングデー                          | ○                | ×                | ×                | ×                | ×                | ×                | ×                |
| エイプリルフール                        | ×                | ×                | ○                | ×                | ○                | ○                | ×                |
| プロム                                  | ×                | ×                | ×                | ×                | ×                | ×                | ×                |
| イースター                              | ×                | ×                | ×                | ×                | ○                | ○                | ○                |
| 植木の日                                | ×                | ×                | ×                | ×                | ×                | ×                | ×                |
| お花見                                  | ○                | ○                | ○                | ×                | ×                | ×                | ×                |
| アースデー                              | ×                | ×                | ×                | ×                | ×                | ×                | △                |
| 新緑の日                                | ×                | ○                | ×                | ×                | ×                | ×                | ×                |
| 5月                                     |                  |                  |                  |                  |                  |                  |                  |
| メーデー                                | ×                | ×                | ×                | ×                | ×                | ×                | ○                |
| ゴミの記念日 クリーニングデー           | ×                | ○                | ○                | ×                | ×                | ×                | ×                |
| こいのぼり                              | ×                | ○                | ○                | ×                | ×                | ×                | ×                |
| こどもの日                              | ○                | ○                | ×                | ×                | ○                | ○                | ×                |
| ははの日                                | ×                | ○                | ○                | ×                | ○                | ×                | ×                |
| 国際ミュージアムデー                    | ×                | ×                | ×                | ×                | ×                | ×                | ○                |
| チーズ転がし                            | ×                | ×                | ×                | ×                | ×                | ×                | ×                |
| 6月                                     |                  |                  |                  |                  |                  |                  |                  |
| キャンプテント                          | ×                | ×                | ○                | ×                | ×                | ×                | ×                |
| ジューンブライド                        | ×                | ×                | ×                | ×                | ×                | ×                | ○                |
| 国際こどもの日                          | ×                | ×                | ×                | ×                | ×                | ×                | ×                |
| 巣立ちの日                              | ×                | ×                | ○                | ×                | ×                | ×                | ×                |
| ちちの日                                | ×                | ○                | ○                | ×                | ○                | ×                | ×                |
| 端午節                                  | ×                | ×                | ×                | ×                | ×                | ×                | ×                |
| 夏至祭 冬至祭（南半球）                 | ×                | ×                | ×                | ×                | ×                | ×                | ×                |
| 夏至 冬至（南半球）                     | ×                | ×                | ×                | ×                | ×                | ○                | ×                |
| 7月                                     |                  |                  |                  |                  |                  |                  |                  |
| 七夕                                    | ×                | ○                | ×                | ×                | ○                | ○                | ×                |
| パリ祭                                  | ×                | ×                | ×                | ×                | ×                | ×                | ×                |
| サマーデー                              | ×                | ○                | ×                | ×                | ×                | ×                | ×                |
| 海の日                                  | ×                | ×                | ×                | ×                | ×                | ×                | ×                |
| ラジオ体操                              | ○                | ○                | ○                | ×                | ×                | ×                | ×                |
| 流星群の日                              | ×                | ×                | ○                | ×                | ×                | ×                | ×                |
| 開拓者記念日                            | ×                | ×                | ○                | ×                | ×                | ×                | ×                |
| 8月                                     |                  |                  |                  |                  |                  |                  |                  |
| 花火大会                                | 全シリーズで開催 | 全シリーズで開催 | 全シリーズで開催 | 全シリーズで開催 | 全シリーズで開催 | 全シリーズで開催 | 全シリーズで開催 |
| カウボーイ祭り                          | ×                | ×                | ×                | ×                | ×                | ×                | ×                |
| 牛郎織女の日                            | ×                | ×                | ×                | ×                | ×                | ×                | ×                |
| お盆                                    | ×                | ×                | ×                | ×                | ×                | ○                | ×                |
| トマティーナ                            | ×                | ×                | ×                | ×                | ×                | ×                | ×                |
| 9月                                     |                  |                  |                  |                  |                  |                  |                  |
| ブドウの収穫祭                          | ×                | ×                | ×                | ×                | ×                | ×                | ×                |
| 村長さんの日                            | ×                | ○                | ×                | ×                | ×                | ×                | ×                |
| くさの日                                | ×                | ×                | ×                | ×                | ×                | ○                | ×                |
| お月見 ハーベストムーン                 | ○                | ○                | ○                | ×                | ○                | ○                | ×                |
| 中秋節                                  | ×                | ×                | ×                | ×                | ×                | ×                | ×                |
| 秋夕                                    | ×                | ×                | ×                | ×                | ×                | ×                | ×                |
| オータムデー                            | ×                | ○                | ×                | ×                | ×                | ×                | ×                |
| 冒険者の日                              | ×                | ×                | ○                | ×                | ×                | ×                | ×                |
| 10月                                    |                  |                  |                  |                  |                  |                  |                  |
| マツタケ狩り                            | ○                | ○                | ○                | ×                | ×                | ×                | ×                |
| ハロウィン                              | ○                | ○                | ○                | ×                | ○                | ○                | ○                |
| 11月                                    |                  |                  |                  |                  |                  |                  |                  |
| ウインターデー                          | ×                | ○                | ×                | ×                | ×                | ×                | ×                |
| 死者の日                                | ×                | ×                | ×                | ×                | ×                | ×                | ×                |
| 聖マルティヌスデー                      | ×                | ×                | ×                | ×                | ×                | ×                | ×                |
| 七五三                                  | ×                | ×                | ×                | ×                | ×                | ×                | ×                |
| オフィサーズデー                        | ×                | ×                | ○                | ×                | ×                | ×                | ×                |
| 働きモノの日                            | ×                | ○                | ×                | ×                | ×                | ×                | ×                |
| ハーベストフェスティバル                | ×                | ×                | ○                | ×                | ○                | ○                | ×                |
| サンクスギビングデー                    | ×                | ×                | ×                | ×                | ×                | ×                | ○                |
| セールデー ブラックフライデー           | ×                | ×                | ○                | ×                | ×                | ×                | ○                |
| 12月                                    |                  |                  |                  |                  |                  |                  |                  |
| スノーデー                              | ×                | ×                | ○                | ×                | ×                | ×                | ×                |
| 冬至 夏至（南半球）                     | ×                | ×                | ×                | ×                | ×                | ○                | ×                |
| ゆきだるま作り                          | ×                | ○                | ○                | ○                | ○                | ○                | ○                |
| イブイブの日                            | ×                | ○                | ○                | ×                | ×                | ×                | ×                |
| クリスマスイブ                          | ○                | ○                | ○                | ×                | ○                | ○                | ○                |
| カウントダウン                          | 全シリーズで開催 | 全シリーズで開催 | 全シリーズで開催 | 全シリーズで開催 | 全シリーズで開催 | 全シリーズで開催 | 全シリーズで開催 |

## amiibo
「どうぶつの森 観光局」内の「どうぶつの森 amiiboカタログ」も参照。
| 発売日         | 名前                                                                           | シリーズ                   | 型         | 備考 |
| -------------- | ------------------------------------------------------------------------------ | -------------------------- | ---------- | --- |
| 2014年12月6日  | むらびと                                                                       | 大乱闘スマッシュブラザーズ | フィギュア | |
| 2015年7月30日  | どうぶつの森amiiboカード第1弾                                                  | -                          | カード     | 1パック3枚入り全100種類 同日発売の『どうぶつの森 ハッピーホームデザイナー』と『Newニンテンドー3DS LL どうぶつの森 ハッピーホームデザイナーパック』の初期出荷分に1枚付属 |
| 2015年8月1日   | しずえ                                                                         | -                          | カード     | 雑誌『キャラぱふぇ』2015年9-10月号付録 |
| 2015年10月29日 | どうぶつの森amiiboカード第2弾                                                  | -                          | カード     | 1パック3枚入り全100種類 |
| 2015年11月21日 | しずえ【冬服】                                                                 | どうぶつの森               | フィギュア | 同日発売の『どうぶつの森 amiiboフェスティバル』にも付属 |
| 2015年11月21日 | とたけけ                                                                       | どうぶつの森               | フィギュア | |
| 2015年11月21日 | きぬよ                                                                         | どうぶつの森               | フィギュア | |
| 2015年11月21日 | たぬきち                                                                       | どうぶつの森               | フィギュア | |
| 2015年11月21日 | ケント                                                                         | どうぶつの森               | フィギュア | 同日発売の『どうぶつの森 amiiboフェスティバル』初期出荷分にも付属 |
| 2015年11月21日 | タクミ                                                                         | どうぶつの森               | フィギュア | |
| 2015年11月21日 | リサ                                                                           | どうぶつの森               | フィギュア | |
| 2015年11月21日 | カイゾー                                                                       | どうぶつの森               | フィギュア | |
| 2015年11月21日 | キャラメル、ブーケ、パッチ                                                     | -                          | カード     | 『どうぶつの森 amiiboフェスティバル』に同梱 |
| 2015年12月17日 | フータ                                                                         | どうぶつの森               | フィギュア | |
| 2015年12月17日 | フーコ                                                                         | どうぶつの森               | フィギュア | |
| 2015年12月17日 | リセットさん                                                                   | どうぶつの森               | フィギュア | |
| 2015年12月17日 | シャンク                                                                       | どうぶつの森               | フィギュア | |
| 2016年1月14日  | どうぶつの森amiiboカード第3弾                                                  | -                          | カード     | 1パック3枚入り全100種類 |
| 2016年3月24日  | しずえ【夏服】                                                                 | どうぶつの森               | フィギュア | |
| 2016年3月24日  | かっぺい                                                                       | どうぶつの森               | フィギュア | |
| 2016年3月24日  | まめきち&つぶきち                                                              | どうぶつの森               | フィギュア | |
| 2016年3月24日  | みしらぬネコ                                                                   | どうぶつの森               | フィギュア | |
| 2016年3月24日  | どうぶつの森amiiboカード第4弾                                                  | -                          | カード     | 1パック3枚入り全100種類 |
| 2016年11月3日  | 『とびだせ どうぶつの森 amiibo+』amiiboカード                                  | -                          | カード     | 1パック3枚入り全50種類 |
| 2016年11月3日  | 『とびだせ どうぶつの森 amiibo+』amiiboカード 【サンリオキャラクターズコラボ】 | -                          | カード     | 1パック2枚入り（おまけシール1枚つき）amiiboカード全6種類 おまけシール全6種類 2021年3月26日に復刻版として再発売                                                          |
| 2019年7月19日  | しずえ                                                                         | 大乱闘スマッシュブラザーズ | フィギュア | |
| 2021年11月5日  | どうぶつの森amiiboカード第5弾                                                  | -                          | カード     | 1パック3枚入り全48種類 |

## 漫画
どうぶつの森+ ぷりん村日記（まつやま登）
『Nintendo Kids』（双葉社）2001年12月号、2002年4月号から2004年5月号（最終号）にかけて連載。単行本が1巻（1話&5～15話を収録）発売されたが、後期の作品は単行本化されていない。また、後述の「どうぶつの森+ 4コマまんが王国」や「どうぶつの森e+ 4コマまんが王国」には、1～4話や主人公「ひかる」が他の村へ行くエピソードが収録されている。
どうぶつの森 ホヒンダ村だより（あべさより）
2002年より『小学一年生』（小学館）などの学年誌で連載を続けていたが『小学四年生』（小学館）2011年3月号掲載分でいったん終了、その後『ぷっちぐみ』（小学館）にて再開し、現在も連載中。『どうぶつの森+ ホヒンダ村だより』の名前で連載していた時期もある。単行本既刊12巻（2015年現在）。
どうぶつの森+ 4コマギャグバトル
光文社より2002年に発売された『+』に関する4コマ漫画のアンソロジーコミック。全3巻。
どうぶつの森+ 4コマまんが王国
双葉社より2002年に発売された『+』に関する4コマ漫画のアンソロジーコミック。
どうぶつの森e+ 4コマまんが王国
双葉社より2003年に発売された『e+』に関する4コマ漫画のアンソロジーコミック。
どうぶつの森e+ 4コマギャグバトル
光文社より2003年に発売された『e+』に関する4コマ漫画のアンソロジーコミック。全2巻。
おいでよ どうぶつの森 とんぼ村だより → 街へいこうよ どうぶつの森 とんぼ村だより → とびだせ どうぶつの森 とんぼ村だより（霜風るみ）
『ファミ通DS+Wii』（KADOKAWA）の別冊付録『ファミ2コミック』にて、タイトルを変えながら2014年5月号まで連載。上記の3シリーズから『とびだせ』の作品を中心に収録した単行本が『とびだせどうぶつの森 とんぼ村だよりベストセレクション』として発売された。
おいでよ どうぶつの森 〜ペッパー村のナッツ!〜（矢高鈴央）
『月刊コロコロコミック』（小学館）2006年7月号から2007年2月号にかけて連載。
おいでよ どうぶつの森 〜しあわせ通信〜（森江真子）
『ちゃお』（小学館）2006年10月号から2007年12月号にかけて連載。
おいでよ どうぶつの森 やばいよ!みんな森の物語 → みんな森の物語P（大賀一五）
『デンゲキニンテンドーDS』（KADOKAWA）で2009年1月号まで、『キャラぱふぇ』（KADOKAWA）にて2009年1-2月号から連載。
みんなのどうぶつの森（こやまゆき）
『小学四年生』2007年4月号より連載を開始し、2009年3月号から『小学三年生』（小学館）に移行。単行本1巻。
街へいこうよ どうぶつの森 〜たんぽぽ村だより〜（森江真子）
『ちゃお』2009年1月号から2010年3月号にかけて連載。単行本全1巻。
街へいこうよ どうぶつの森 あつまれ!こもれび村 → 街へいこうよ どうぶつの森 こもれび村日記（村上ゆみ子）
『デンゲキニンテンドーDS』（2012年5月号より『デンゲキニンテンドー for KIDS』に誌名変更）で2009年2月号から2012年9月号にかけて連載。
とびだせ どうぶつの森（コーヘー）
『別冊コロコロコミック』（小学館）2012年10月号から2015年6月号にかけて連載。単行本全2巻。
とびだせ どうぶつの森 みんなでせせらぎ村ライフ（村上ゆみ子）
『キャラぱふぇ』『別冊キャラぱふぇコミック』『キャラぱふぇゲームSpecial』（KADOKAWA）で2012年から2015年にかけて掲載。単行本既刊1巻。
とびだせどうぶつの森 ぴこぷり村 → るっこ村長のぴこぷり村日記 → あつまれどうぶつの森 るっこの無人島日記（霜風るみ）
『ぴこぷり』（KADOKAWA）2012年October号（創刊号）より連載中。
とびだせ どうぶつの森 はりきり村長イッペー!（大崎亮平）
『コロコロイチバン!』（小学館）2013年7月号から2020年4月号にかけて連載。単行本既刊7巻（2019年現在）。
とびだせどうぶつの森 しずえは今日も元気もりもり！ → どうぶつの森 ポケットキャンプ しずえは今日も元気もりもり！（ムライ）
『ぴこぷり』2014年June号から2018年April-June号にかけて連載。上記は目次での表記であり、タイトルロゴには「しずえは今日も元気もりもり！ 略して しずもり！」と書かれている。
あつまれ どうぶつの森 とことん! イチバン島（大崎亮平）
『コロコロイチバン!』2020年5月号より連載中。
あつまれ どうぶつの森～のんびり島だより～（加藤みのり）
『ちゃお』2020年2月号から2022年2月号にかけて連載。単行本全2巻。

## 映画
『劇場版 どうぶつの森』が2006年12月16日から公開された。『おいでよ どうぶつの森』の内容が元になっている。作品のEDにて、続編である『街へいこうよどうぶつの森』がWiiにて開発中であることが発表される。

## 本シリーズの要素が用いられている作品

### 任天堂作品
大乱闘スマッシュブラザーズシリーズ
大乱闘スマッシュブラザーズDX
ゲーム内で鑑賞できる「フィギュア」として、本シリーズのキャラクターが数体登場。
大乱闘スマッシュブラザーズX
対戦ステージとして『おいでよ』をモデルとした「すま村」（本編では村の公式名がないため便宜上つけられた名称）が登場。本シリーズを表すエンブレムとして、家具アイテムのアイコンである葉っぱのマークが用いられている。また、閲覧用の「フィギュア」に加え、戦いを援護するキャラクター「アシストフィギュア」として「リセットさん」が登場するほか、収集要素の「シール」に一部のキャラクターが使用されている。戦いの中で現れるアイテムには、原作で地面に埋めることで落とし穴を作れる「おとしあなのタネ」がある。
スマッシュブラザーズシリーズのディレクターを務める桜井政博は雑誌インタビューの中で、どうぶつの森シリーズのプレイヤーキャラクターを今作の対戦キャラクターの候補として挙げていたものの、戦わせるのは原作のイメージとかけ離れすぎているとの判断からNGになったと語っている。
大乱闘スマッシュブラザーズ for Nintendo 3DS / Wii U
『街へいこうよ』のパッケージに描かれている男の子が「むらびと」の名前でプレイヤーキャラクター「ファイター」として登場。キャラクターは女の子にも変更でき、男女それぞれ4種類のデザインが用意されている。ゲーム内では原作に登場するさまざまな道具を使いながら戦うほか、強力な必殺ワザ「最後の切りふだ」として、自分の家を建てたあとにその家が爆発して周囲にダメージを与える「ゆめのマイハウス」を用いる。
対戦ステージとして、『for Wii U』では『街へいこうよ』を元にした「村と街」が、『for Nintendo 3DS』では『とびだせ』の「島」を元にした「コトブキランド」が登場する。また、アシストフィギュアとして「しずえ」が登場。
前作では不採用となった本シリーズキャラクターの起用について、桜井政博は「原作の設定や楽しさを活かすのは勿論、各キャラクターたちがどのような個性を活かした対戦をしてくれるのかが重要」と述べている。
大乱闘スマッシュブラザーズ SPECIAL
ファイターとして、前作のむらびと（男の子、女の子）に加え、しずえが登場する。しずえの最後の切りふだはむらびとの「ゆめのマイハウス」を役場に置き換えた「うるわしのマイオフィス」。
また、アシストフィギュアとして『街へいこうよ』でバスの運転手をしている「かっぺい」が「うんてんしゅ」の名前で登場するほか、ファイターの能力を強化する要素「スピリッツ」では本シリーズのキャラクターイラストが多数採用されている。
対戦ステージはこれまでの3ステージが登場する。今作からの新規ステージはない。
星のカービィ ウルトラスーパーデラックス
ゲームモードの一つ「洞窟大作戦」で手に入るお宝の一つとして、原作で植物を育てる際に用いる「金のジョウロ」が登場。
わがままファッション GIRLS MODE よくばり宣言!
ゲーム内で着用できる服飾アイテムとして、本シリーズのキャラクター「グレース」をモチーフにしたベレー帽・サングラス・ワンピース・ショルダーバッグ・ブーツの5点セットや、「DJ K.K」の顔が前面にプリントされた「DJ K.KのTシャツ」が配信された。
Nintendo Land
本シリーズを題材とした対戦型ゲーム「どうぶつの森 キャンディーまつり」を収録。ゲーム内で流れるBGMは原作の曲をアレンジしたものが使用されている。
マリオカート8 / マリオカート8 デラックス
「むらびと」のamiiboを用いると、むらびとをモチーフとしたレーシングスーツがもらえる（プレイヤー（Mii）が着用できる）。また追加コンテンツ「どうぶつの森パック」を購入することで、「むらびと」と「しずえ」がレーサーとして登場するほか、本シリーズの世界観をモチーフにしたコースが含まれるレース「どうぶつカップ」が追加される。『〜 デラックス』では、これらの要素が初めからソフト内容に含まれている。
ヨッシー ウールワールド / ポチと! ヨッシー ウールワールド
「むらびと」のamiiboを用いると、主人公・ヨッシーの体の表面を、むらびとをモチーフにしたデザインに変更できるようになる。『ポチと! 〜』では「どうぶつの森シリーズ」のamiiboにも対応している。
スーパーマリオメーカー
主人公のマリオに代えて操作できるキャラクター「キャラマリオ」として、「むらびと」「たぬきち」「とたけけ」「リセットさん」「みしらぬネコ」「まめきち・つぶきち」「フータ」「きぬよ」「かっぺい」「フーコ」「シャンク」「しずえ（夏服）」「しずえ（冬服）」「ケント」「カイゾー」「リサ」「タクミ」の17組が登場。
なげなわアクション!ぐるぐる!ちびロボ!
「むらびと」のamiiboを用いると、むらびとのポーズをした主人公「ちびロボ」のフィギュアが手に入る。

### 他社作品
モンスターハンター4G / モンスターハンタークロス / モンスターハンターダブルクロス（カプコン）
プレイヤーに同行する獣人「アイルー」が身に着けると「しずえ」や「リセットさん」の姿に変わる装備が登場。